# Apostolepis nelsonjorgei
Apostolepis nelsonjorgei este o specie de șerpi din genul Apostolepis, familia Colubridae, descrisă de De Lema și Susanne Renner în anul 2004. Conform Catalogue of Life specia Apostolepis nelsonjorgei nu are subspecii cunoscute.